# Audi R15 TDI
L'Audi R15 TDI, comunemente chiamata R15, è una vettura sport prototipo da competizione costruita nel 2009 dalla Audi secondo le norme ACO per la classe LM-P1 ed è stata sviluppata per sostituire nelle gare del genere endurance la precedente Audi R10 TDI.

## Caratteristiche tecniche

### Telaio
Il telaio progettato dai tecnici dell'Audi Sport è costituito da una monoscocca in fibra di carbonio con struttura a nido d'ape in alluminio, realizzato dalla Dallara; anche la carrozzeria è costruita in materiali compositi.

La trasmissione adotta una frizione multidisco in carbonio, il cambio sequenziale a 5 rapporti con attuazione elettropneumatica è prodotto in collaborazione con l'azienda specialista XTrac, trasmette il moto alle ruote motrici posteriori, monta pneumatici Michelin su cerchioni OZ Racing da 18" di diametro.
Le sospensioni sono a doppi triangoli sovrapposti con sistema push rod, che agisce su molle e ammortizzatori regolabili tramite barre di torsione. Dispone di uno sterzo a cremagliera dotato di servosterzo elettrico. L'impianto frenante fornito dalla Brembo utilizza dischi carboceramici con pinze freno a 6 pompanti. Il prototipo dispone per regolamento di un serbatoio di gasolio della capacità massima di 81 litri e il peso minimo del corpo vettura non deve essere inferiore ai 930 kg.

### Motore
La vettura è spinta da un motore Diesel, come la precedente Audi R10, ma ha una nuova unità con frazionamento a V10 di 90°, con la stessa cilindrata di 5,5 litri, ma con pesi e ingombri ridotti rispetto al precedente V12. La potenza massima erogata supera i 650 CV, mentre la coppia motrice raggiunge un picco di 1.050 Nm.

Il motore dispone di una gestione elettronica Bosch, ha una distribuzione a 4 valvole per cilindro, è sovralimentato per mezzo di due turbocompressori Garrett, la cui pressione per regolamento raggiunge un massimo di 2,75 bar. Sui condotti di aspirazione sono posizionati due restrittori d'aria per il motore da 37,9 mm ciascuno, mentre i collettori di scarico sono dotati di filtri antiparticolato.
I miglioramenti di questa evoluzione: il consumo specifico e le emissioni di anidride carbonica sono stati ridotti, e migliorie nell'iniezione di carburante e nella sovralimentazione per una maggiore risposta del motore, che è dotato di filtri antiparticolato più efficienti.
Nel 2010 il regolamento tecnico ACO impone una riduzione del diametro delle flange, che scende a 37,5 mm, e anche la pressione di sovralimentazione è ridotta ad un massimo di 2,59 bar. Il motore pur con queste nuove limitazioni continua a sviluppare una potenza superiore ai 600 CV.

### Aerodinamica

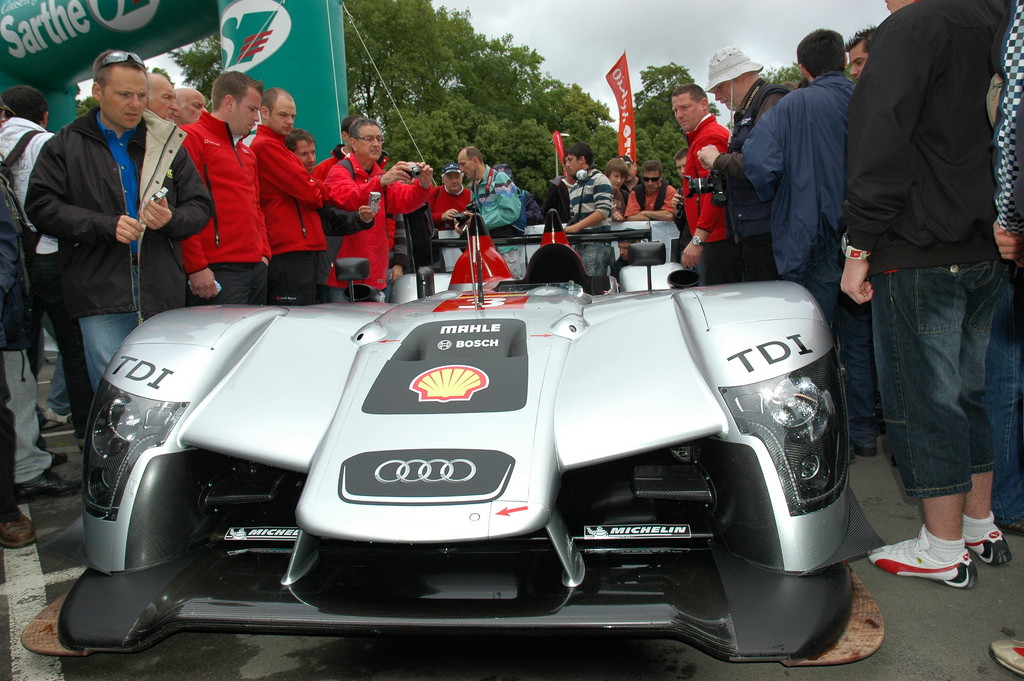
La controversa parte anteriore dell'Audi R15

La veste aerodinamica della vettura è di nuova concezione ed estremamente raffinata, si discosta nettamente dalla precedente R10. Fra le molte soluzioni innovative, si notano un largo musetto rialzato con paratie superiori e sfoghi d'aria, delle pance laterali dotate di numerosi sfoghi d'aria per smaltire il calore dei radiatori del motore, una parte posteriore molto bassa e rastremata, i collettori di scarico del motore fuoriescono direttamente da una larga apertura rettangolare sul cofano motore.
Questa aerodinamica molto sofisticata, ha suscitato negli avversari (in particolar modo Peugeot) dubbi di conformità al regolamento tecnico ACO, già alla 12 Ore di Sebring (gara nella quale è stata presentata ed ha debuttato l'R15), sono state richieste verifiche tecniche soprattutto alla parte anteriore della vettura, il cui spoiler anteriore può essere interpretato come un alettone a tre elementi (la normativa tecnica vieta alettoni all'avantreno), ma anche di alcuni sfoghi d'aria sui cofani all'anteriore e al posteriore.
Ritenuta dai tecnici IMSA (a cui spetta il compito di disciplinare le norme tecniche nell campionato AMLS) conforme al regolamento, è stata successivamente oggetto di un secondo reclamo presentato dalla Peugeot in occasione delle verifiche tecniche della 24 Ore di Le Mans 2009, protesta rigettata dall'ACO e posta in seguito direttamente alla FIA. Dopo il 1º e 2º posto ottenuti dalla Peugeot alla 24 Ore, il contenzioso è stato risolto in accordo con ACO e Audi, ritirato il reclamo presso la FIA, l'ACO ha formalmente richiesto all'Audi di apportare delle modifiche ad alcuni elementi della carrozzeria.

## Evoluzione

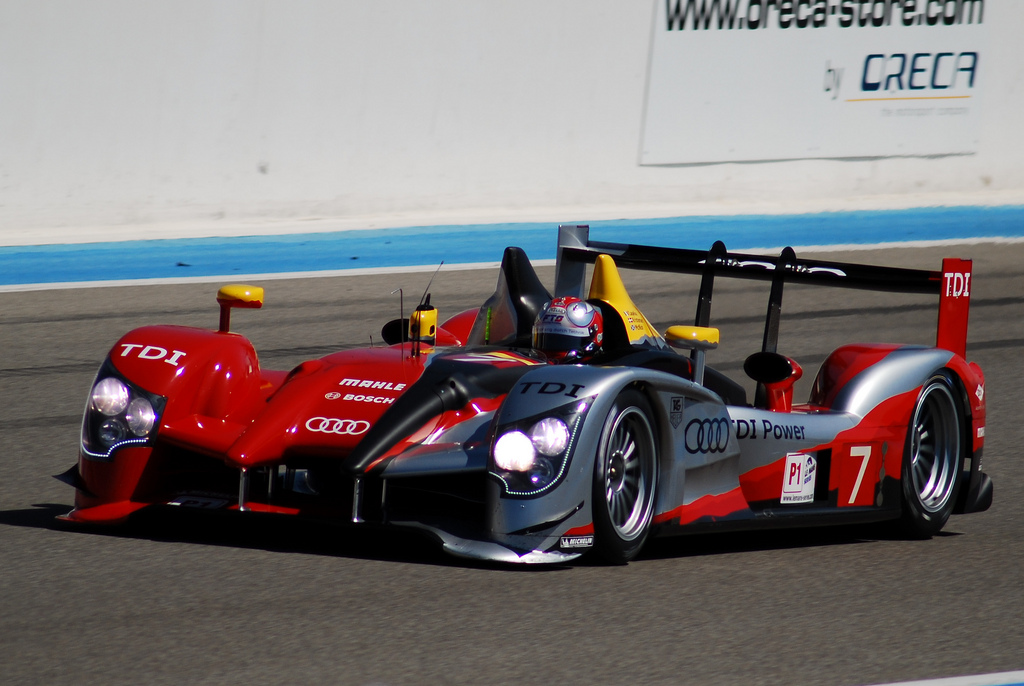
L'Audi R15 TDI Plus

### Audi R15 plus
Nel novembre 2009 l'ACO ha rivisto alcune norme tecniche riguardanti i prototipi LMP1, per la stagione sportiva 2010 l'Audi ha perciò sviluppato una evoluzione della sua vettura, denominata R15 plus. Le principali differenze riguardano soprattutto l'aspetto aerodinamico: profondamente rivisto il frontale, caratterizzato dal doppio musetto a vista (in precedenza le due strutture coniche di assorbimento d'urto erano carenate dal musetto dotato di foro di passaggio), nuovo diffusore anteriore, diversi pannelli della carrozzeria; di nuovo disegno anche le fiancate meno estremizzate che in precedenza. Queste differenze hanno comportato anche modifiche al sistema di raffreddamento degli organi meccanici ed al serbatoio di carburante.
I nuovi dettami regolamentari che impongono flange più piccole e una pressione di sovralimentazione ridotta hanno imposto una evoluzione del motore V10 che tenesse conto di queste limitazioni. Nonostante questo, la potenza resta superiore ai 600 CV.

## Risultati sportivi
L'Audi R15 è stata presentata alla 12 Ore di Sebring 2009, corsa che ha poi vinto con l'equipaggio Rinaldo Capello, Tom Kristensen e Allan McNish dopo un lungo testa a testa contro la Peugeot 908 giunta seconda sul podio, terza si è piazzata l'altra R15.
Alla 24 Ore di Le Mans 2009 vengono schierate 3 vetture di cui la migliore piazzata guidata da Rinaldo Capello, Tom Kristensen e Allan McNish conclude in terza posizione dietro 2 Peugeot 908; un'altra vettura termina diciassettesima assoluta a causa di problemi meccanici ed uscite di pista, mentre la terza R15 guidata da Lucas Luhr esce di pista andando a sbattere addosso alle barriere ed è costretta al ritiro. L'inizio per la R15 non è certo confortante visto che la Audi aveva dominato per molti anni e si vede ora scalzare da ben due Peugeot.
L'ultima gara disputata dalle R15 nel 2009 è stata la Petit Le Mans di Road Atlanta, dove si è ripetuto l'ennesimo testa a testa con le rivali Peugeot 908, le Audi in testa per gran parte della gara, a causa di un testa coda commesso per un asfalto reso viscido dalla pioggia e nel susseguirsi di safety car e pit-stop, sono poi state sopravvanzate dalle Peugeot, che hanno poi vinto la corsa interrotta prima dello scadere per un violento nubifragio, le Audi si sono piazzate al 3º e al 4º posto finale.
Nel 2010, il team Audi partecipa ad alcune prove del campionato LMS che si apre con la 8 ore di Le Castellet, gara di esordio per la nuova R15 Plus, schierata in un unico esemplare con equipaggio composto da Rinaldo Capello e Allan McNish, la vettura vince con ampio margine conducendo tutta la gara al comando e stabilendo il giro più veloce.
Alla 1000 km di Spa, le Audi terminano la gara in terza e quinta posizione, superate dalle Peugeot 908 HDi FAP della squadra Peugeot Sport.
Il 12 e 13 giugno si è resa protagonista di una splendida tripletta alla 24 Ore di Le Mans 2010, favorita dai ritiri per noie meccaniche delle più accreditate avversarie, le Peugeot 908 HDi FAP. Esse sono giunte in questo ordine:

1° la numero 9 di Mike Rockenfeller, Romain Dumas e Timo Bernhard

2° la numero 8 di Marcel Fassler, Andrè Lotterer e Benoit Treluyer

3° la numero 7 di Dindo Capello, Tom Kristensen e Allan McNish.

I vincitori della corsa hanno effettuato in tutto 397 giri e stabilito il nuovo record sulla distanza percorrendo alla fine 5.410 km alla media di 225 km/h. Il precedente primato (battuto anche dalla seconda e dalla terza vettura classificata) era stato conseguito nel 1971 da un'altra vettura di una famosa casa tedesca, la celebre Porsche 917.
Alla 1000 km di Silverstone, l'R15 di Capello e Bernhard arriva terza, superata dalle Peugeot. Alla Petit Le Mans continua la sfida tra la casa automobilistica tedesca e quella francese, le Peugeot ottengono una doppietta mentre le Audi chiudono la gara in terza e sesta posizione finale. Nell'ultima corsa della stagione la 1000 km di Zhuhai, vince nuovamente la Peugeot, le Audi giungono seconda e terza.

Nell'ambito della nuova serie a livello mondiale Intercontinental Le Mans Cup (ILMC) composta da 3 prove: la 1000 km di Silverstone, Petit Le Mans e 1000 km di Zhuhai, l'Audi termina seconda sia in classifica costruttori, sia a squadre, dietro ai vincitori della Peugeot.
Nel 2011 alla 12 Ore di Sebring, gara inaugurale della ILMC, l'Audi schiera 2 esemplari delle collaudate R15, in quanto le nuove R18 sono ancora in fase di sviluppo, in gara sono vittime di alcuni incidenti di corsa con altre vetture, perdendo tempo nelle riparazioni, concludono al quarto e quinto posto finale.